# Aeolis Palus
Aeolis Palus és una plana situada entre la paret nord del cràter Gale i les contraforts de l'Aeolis Mons al planeta Mart, situada a 4° 28′ S, 137° 25′ E / 4.47°S,137.42°E. S'espera que el Mars rover de la NASA, Mars Science Laboratory (MSL o «Curiositat»), explori l'Aeolis Mons (extraoficialment, «Muntanya Sharp») després d'aterrar a l'Aeolis Palus el 6 d'agost de 2012.

## Exploració de naus espacials
El 5 d'agost de 2012, a les 22: 32h. PDT / hora de la missió (6 d'agost de 2012 a les 5:32 UTC), el control de la missió a JPL va rebre un senyal del rover Curiosity de la NASA que havia aterrat amb èxit al Quadric 51 "Yellowknife" d'Aeolis Palus. La missió del rover és explorar la superfície del cràter de Gale enfocant-se primer a prop del seu lloc d'aterratge a Aeolis Palus per aventurar-se després als contraforts d'Aeolis Mons (extraoficialment, "Mount Sharp") per investigar els seus trets geològics i estrats.
El 26 de setembre de 2013, els científics de la NASA van informar que el rover Curiosity a Mart va detectar aigua "abundant i fàcilment accessible" (1,5 a 3 per cent de pes) en mostres de sòl a la regió Rocknest de Aeolis Palus, al cràter Gale. A més, la NASA va informar que el rover va trobar dos tipus principals de sòls: un tipus màfic de gra fi i un de tipus fèlsic de gra gruixut derivat localment. El tipus màfic, similar a altres sòls marcians i la pols marciana, es va associar amb la hidratació de les fases amorfes del sòl. També els perclorats, la presència dels quals poden dificultar la detecció de molècules orgàniques relacionades amb la vida, es van trobar al lloc de desembarcament del rover de Curiosity (i anteriorment al lloc més polar del desembarcador de Fènix), cosa que suggereix una "distribució global d'aquestes sals". La NASA també va informar que la roca Jake M, una roca trobada per Curiosity al camí de Glenelg, era una mugearita i molt semblant a les roques mugearites terrestres.
El 9 de desembre de 2013, la NASA va informar que, basant-se en proves de Curiosity que estudiaven Aeolis Palus, el Cràter Gale contenia un antic llac d'aigua dolça que podria haver estat un entorn hospitalari per a la vida microbiana.
El 16 de desembre de 2014, la NASA va informar de la detecció, basada en les mesures del rover Curiosity, d'un augment inusual, després de la disminució, de les quantitats de metà de l'atmosfera del planeta Mart; a més, es van detectar productes químics orgànics en pols perforats a partir d'una roca pel rover Curiosity. A més, basant-se en estudis sobre la proporció de deuteri i hidrogen, es va trobar que gran part de l'aigua del cràter Gale de Mart s'havia perdut durant l'antiguitat, abans que es formés el llit del cràter; després es van perdre grans quantitats d'aigua.